# ASC Kara
Association Sportive des Conducteurs de Kara w skrócie ASC Kara – togijski klub piłkarski grający w togijskiej pierwszej lidze, mający siedzibę w mieście Kara.

## Sukcesy
- I liga[1]:
  - mistrzostwo (2): 2018/2019, 2024/2025
  - wicemistrzostwo (1): 2020/2021

- Superpuchar Togo[2]:
  - zwycięstwo (1): 2019

## Występy w afrykańskich pucharach
| Sezon     | Rozgrywki           | Runda    | Kraj                          | Klub                 | Dom | Wyjazd | Dwumecz |
| --------- | ------------------- | -------- | ----------------------------- | -------------------- | --- | ------ | ------- |
| 2019/2020 | Liga Mistrzów       | wstępna  | Benin                         | Buffles du Borgou FC | 1–0 | 1–1    | 2–1     |
| 2019/2020 | Liga Mistrzów       | 1        | Demokratyczna Republika Konga | AS Vita Club         | 0–0 | 0–1    | 0–1     |
| 2019/2020 | Puchar Konfederacji | play-off | Nigeria                       | Enugu Rangers        | 2–1 | 0–1    | 2–2     |
| 2021/2022 | Puchar Konfederacji | 1        | Mauretania                    | ASAC Concorde        | 3–0 | 0–4    | 3–4     |
| 2022/2023 | Puchar Konfederacji | 1        | Gwinea                        | Milo FC              | 3–0 | 1–2    | 4–2     |
| 2022/2023 | Puchar Konfederacji | 2        | Algieria                      | USM Algier           | 0–2 | 1–2    | 1–4     |

## Stadion
Domowe mecze klub rozgrywa na stadionie o nazwie Stade Municipal w Karze. Stadion może pomieścić 7500 widzów.

## Reprezentanci kraju grający w klubie od 2016 roku
Stan na styczeń 2023.
| - Ashraf Agoro - Bilal Akoro - Dodzi Amékoudji - Abdoul-Sabourh Bode - Kossi Koudagba - Ougadja Mani - Sapol Mani | - Yendoutié Nane - Djehani Nguissan - Ismaël Ouro-Agoro - Wassiou Ouro-Gneni - Kossi Jean Ozou - Abdou Sémio Tchatakora - Ilias Tiendrébéogo |